# Gigantobilharzia gyrauli
Gigantobilharzia gyrauli är en plattmaskart. Gigantobilharzia gyrauli ingår i släktet Gigantobilharzia och familjen Schistosomatidae. Inga underarter finns listade i Catalogue of Life.